# Gazelle (rower)
Royal Dutch Gazelle (Koninklijke Gazelle N.V.) – największy i najbardziej znany producent rowerów w Holandii. Gazelle zatrudnia 550 pracowników w Dieren w Holandii, produkując około 350 tys. rowerów rocznie. Do tej pory firma Gazelle wyprodukowała 13 milionów rowerów.

## Historia
W 1892 roku Willem Kölling – pracownik poczty w holenderskiej wiosce Dieren, zdecydował zająć się handlem rowerowym, jako jeden z pierwszych dostrzegając zalety tego nowego pojazdu. Początkowo Kölling sprzedawał rowery sprowadzane z Anglii. Wkrótce nawiązał współpracę ze sprzedawcą w sklepie z wyrobami żelaznymi – Rudolfem Arentzenem. W 1902 roku zakupili nowe pomieszczenia i rozpoczęli własną produkcję pod nazwą Gazelle.
W latach 1920–1940 firma stale się rozrastała. Krajowy rynek zbytu, jak również międzynarodowy popyt, stale wzrastały. Działo się tak również ze względu na rosnący rynek zbytu dla rowerów Gazelle w Indonezji, która była w tym czasie holenderską kolonią. Wiele rowerów Gazelle przetrwało w całej Indonezji do dziś.
W 1935 roku firma Gazelle wprowadziła pierwszy tandem, bardzo popularny w latach przed II wojną światową. W roku jego wprowadzenia było sprzedanych 600 tandemów. W 1937 firma wyprodukowała pierwszy rower elektryczny zaprojektowany przez firmę Philips, zasilany 12V akumulatorem.
Podobnie jak dla wielu innych holenderskich firm, wojna była trudnym okresem dla Gazelle. Większość wyposażenia fabryki była demontowana przez niemieckiego okupanta i przewożona do Niemiec. Pozostałe maszyny zostały wysadzone tuż przed przybyciem aliantów. W 1946 dostępny był pierwszy powojenny rower Gazelle.
W 1954 Gazelle stała się publiczną spółką i wyprodukowała milionowy rower. W 1959 roku opatentowała pierwszą 3-biegową piastę.
Na początku 1963 doszło do połączenia spółki z firmą Batavus z Heerenveen (aktualnie największego konkurenta Gazelle), jednak współpraca nie spełniła podstawowych oczekiwań i zakończyła się po 2 latach. W połowie lat 60. Gazelle stworzyła dział rowerów wyścigowych w fabryce w Dieren, gdzie wykwalifikowani rzemieślnicy produkowali ręcznie robione ramy wyścigowe. W roku 1966 Gazelle ponownie wypuszcza tandem - bardziej nowoczesny i lżejszy. W tym samym roku powstaje 2-milionowy rower. W 1968 roku firma przejmuje takie marki rowerowe jak Juncker, Simplex i Locomotief jak również znaną markę motoroweru Berini. W roku 1964 Gazelle była pierwszą holenderską firmą rowerową, która wypuściła rower składany.
W latach 60. Gazelle tworzy rowery, które oprócz hamulca bębnowego w przedniej piaście mają 3-biegową tylną piastę z hamulcem bębnowym (w większości przypadków), które są w produkcji również dzisiaj. Jednak po wypuszczeniu około 45–50 tys. egzemplarzy zaprzestano ich produkcji ze względu na wysokie koszty.
W 1971 roku Gazelle zostaje przejęta przez firmę Tube Investments i zmienia nazwę na Gazelle Rijwielfabriek BV. W 1987 Tube Investments sprzedaje swój dział rowerowy firmie Derby Cycles Corp. Ta międzynarodowa korporacja z siedzibą w Nowym Jorku jest obecnie właścicielem marki rowerowej Raleigh, angielskiego producenta piast rowerowych Sturmey Archer, jak również znanych niemieckich marek rowerowych, takich jak: Kalkhoff, Rixe, Winora i Staiger. W momencie największego komercyjnego sukcesu firmy (około1980-85), Gazelle zatrudniała 35 osób. W 1980 roku jako pierwsza stworzyła oś korby z łożyskami kulkowymi.
W 1992 roku stulecie firmy zbiega się z wypuszczeniem 8-milionowego roweru. W setną rocznicę księżniczka Margriet nadała firmie tytuł "Royal" (królewski). W kwietniu 1999 firma wypuszcza 10-milionowy rower. W Gazelle zatrudnionych jest obecnie 550 osób. Gazelle jest jednym z niewielu producentów rowerowych tej wielkości, który nadal sam buduje większość swoich ram. 20% całkowitej produkcji jest eksportowana do Belgii i sąsiednich regionów Niemiec.
W 2001 roku Derby Cycles Corporation z powodu kłopotów finansowych sprzedała firmę Gazelle holenderskim funduszom inwestycyjnym. Roczna produkcja wynosi obecnie około 380 tys. sztuk, natomiast udział Gazelle w rynku wynosi około trzydziestu procent.
Do października 2005 Gazelle wyprodukowała łącznie 12 milionów rowerów, a do 2008 kolejny milion.
2010 Firma Gazelle zostaje wybrana najbardziej zaufaną marką rowerów w Europie według Przeglądu Reader’s Digest.
2014 W celu stworzenia przestrzeni do dalszego wzrostu produkcji i rozwoju Gazelle rusza kolejna rozbudowa fabryki.
3.IX.2015 Jego Wysokość Król Willem-Alexander osobiście otwiera nową halę produkcyjną o powierzchni ponad 7000 m² w której zlokalizowano nowoczesne linie montażowe oraz zautomatyzowaną lakiernię.

## Numeracja ram
Rok produkcji roweru Gazelle można określić na podstawie numeru ramy. Dla lat 1916-1950 istnieje lista numerów ram. Firma stosowała numerację prostą (kolejne liczby) do 1974 roku, kiedy to wyprodukowano łącznie około 3200000 rowerów. Dla rowerów wyprodukowanych między 1950-1974 istnieje wzór pozwalający wyliczyć rok produkcji:
Między 1974 a 1981 rokiem Gazelle stosowała numerację ram rozpoczynając od litery "G", a następnie 6 cyfr. Pierwsza cyfra z ciągu odnosiła się do roku produkcji.
Po roku 1981 Gazelle stosuje numerację 7-cyfrową.